# Tenuipalpus oliveirai
Tenuipalpus oliveirai är en spindeldjursart som beskrevs av Flechtmann 1994. Tenuipalpus oliveirai ingår i släktet Tenuipalpus och familjen Tenuipalpidae. Inga underarter finns listade i Catalogue of Life.